# Castell de Vulpellac
El castell de Vulpellac és un notable exemplar de l'arquitectura civil goticorenaixentista al nucli de la població de Vulpellac, al Baix Empordà.

## Història
És documentat el 1269, quan se signa un conveni entre el bisbe de Girona i el senyor de Vulpellac sobre la construcció de la fortalesa.
El 1287 el senyor de Vulpellac era Guillem de Palol, feudatari dels Peratallada, i el 1319 hi ha documentació dels drets que el bisbe de Girona tenia sobre la parròquia. El 1322, el domini del castell pertanyia als Sant Sadurní i passà a Guillem Sarriera pel seu matrimoni amb Sibil·la de Sant Sadurní. L'any 1358, Guillem comprà les jurisdiccions del lloc al comte d'Empúries.
El llinatge inclogué un metge conegut al segle xiv: Arnau Sarriera.
L'hegemonia dels Sarriera assolia també els castells d'Anglès, Montsoriu, Cartellà i Solterra.
Joan de Sarriera, net de Guillem, es va casar a la segona meitat del segle xv amb la filla de Bernat Margarit i de Pau, Violant Margarit i Bertran. Fou general de l'exèrcit del conestable Pere de Portugal i de Renat d'Anjou durant la Guerra civil (1462-1472).
Està documentat que Antoni Sarriera era el senyor de Vulpellac el 1523.
Amb el seu fill, Miquel Sarriera, senyor de Vulpellac a la primera meitat del segle xvi, arriba l'època daurada d'aquesta fortalesa, transformant el castell en un magnífic palau senyorial. Llegendes a part, sembla que la seva vida fou força moguda. Així, en Baldiri d'Agullana, juntament amb el baró de Llagostera, és assassinat a Barcelona per Miquel Sarriera, que feia causa amb els Cartellà i era el batlle general de Catalunya.

## Arquitectura
Manté en bona part l'estructura essencial del segle xiv, amb nombroses reformes de la primera meitat del segle xvi, efectuades per ordre de Miquel Sarriera, que van afectar-ne la disposició interior i la decoració. Pels voltants de 1725, s'hi van fer altres reformes i més endavant, l'edifici va ser reconvertit en casa de pagès.
És un edifici de dues plantes, que junt amb l'església, emmarquen un petit pati interior central de planta trapezial. Al centre hi ha un pou de pedra i l'accés a la part alta de l'edifici es fa mitjançant una escala adossada als murs. La torre mestra, a ponent, és del segle xiv, de planta rectangular amb poques obertures gòtiques, espitlleres, merlets i pisos de fusta, però va ser aixecada sobre les restes d'una torre més antiga, amb aparell d'espiga a la seva base.
A l'entorn del palau, hi ha restes del recinte emmurallat amb obertures de defensa en forma d'espitllera, encara que alguns vestigis han quedat enmig de les cases del poble que s'hi han adossat. La torre de planta quadrada amb el portal adovellat al nord-est, n'és l'element més ben conservat. S'alça una altra torre, cilíndrica, al sud-oest del poble, també encaixada entre les cases.
A l'interior destaca la sala major, amb arcs de diafragma apuntats, les dependències baixes amb voltes i les diverses estances de la planta principal. Després d'enderrocar una construcció rural posterior, ha aparegut un emmerletat superior ben conservat. També es conserven algunes rajoles decorades.
A la Fundació Rafael Masó de Girona es pot contemplar algunes de les peces de ceràmica antiga, datades de l'època gòtica i renaixentista, amb la inscripció "Uxor Autem Domine Aprenantatur 1539", pertanyents a la col·lecció personal de ceràmica antiga de Rafael Masó i Valentí.

## Llegenda
Arreu del palau hi ha inscripcions bíbliques, però en una finestra renaixentista apareix l'emblema, el nom i la famosa inscripció de Miquel Sarriera: Ego sum pecavi - 1533 ('Jo sóc el que vaig pecar').
Pel seu misteri, aquesta frase ha donat origen a la llegenda del castell que explica que per la proximitat del castell de Vulpellac amb el de Cruïlles existia entre ambdós senyors una cordial amistat fins al punt que eren freqüents les visites de l'un i l'altre.
El senyor de Cruïlles havia pretés l'esposa de Miquel abans del seu casament, però ella mai no havia correspost a aquest amor. Per aquest motiu, feu córrer certs rumors impropis d'una dama tan formal i seriosa. Aquestes murmuracions arribaren a oïdes del senyor Sarriera, que entrà en gelosia, i tancà la seva muller a la torre de càstig. Després de torturar-la per tal que reconegués els fets, fou aparedada viva a la cambra de la torre.
Passà el temps, i el senyor de Sarriera s'assabentà de la calúmnia que al damunt de la seva muller havia forjat el fadrí envejós, i amb indignació feu empresonar l'impostor, fent-lo morir.
Torturat ara ell per la seva consciència, va cridar al confessor i li explicà tot el que havia passat. Aquest li aconsellà que fes una visita al papa de Roma, per tal d'aconseguir el perdó i així alliberar-se de la preocupació produïda pels seus horrorosos crims.
El baró retornà al castell. Ja no era aquell home intractable, dèspota i impulsiu, sinó amable i senzill. Una vegada reposat al castell, va cridar a un operari per dur a terme una ràpida reforma. I un bon dia aparegueren gravades les misterioses paraules en l'escut de la baronia que presideix el pati d'armes.